# Ana Hartmann
Ana Hartmann (Porto Alegre, 18 de noviembre de 1989) es una actriz, directora y cineasta brasileña, conocida por su papel como Nina, una de las protagonistas de la serie de Netflix Reality Z (2020).